# Facing War
Facing War ist ein norwegischer Dokumentarfilm von Tommy Gulliksen aus dem Jahr 2025 über Jens Stoltenberg.

## Inhalt
Jens Stoltenberg befindet sich am Ende seiner bereits neunjährigen Amtszeit als NATO-Generalsekretär. Nach einem Treffen mit Joe Biden gibt er auf der Fahrt im Auto zu, dass Biden ihn um eine letzte Verlängerung gebeten hat. Danach geht es um die Aufnahme Schwedens in die NATO, die aber von der Türkei blockiert wird. Hierbei sieht man Stoltenberg privat am Frühstückstisch, mit NATO-Bereichsleitern oder im Auto vor und nach Terminen. Schließlich gelingt es Stoltenberg, Recep Tayyip Erdoğan von der Notwendigkeit einer Allianz zu überzeugen.
Zwischendurch werden Archivaufnahmen von 2005 mit Stoltenbergs Eltern Thorvald und Karin Stoltenberg gezeigt. Da sein Vater schon Außenminister war, erzählt Jens Stoltenberg von einer aufregenden Kindheit mit Ministern und Künstlern am Abendessenstisch. Vertraute berichten, dass diese Erlebnisse ihn stark geprägt hätten und ihn sehr charismatisch gemacht hätten.
Zurück in der Gegenwart hält Stoltenberg eine Andacht für die Opfer der Anschläge von 2011 in Oslo und auf Utøya. Wiederum wird Archivmaterial gezeigt, indem Stoltenberg als Ministerpräsident sein Beileid bekundet und zu einer Menschenmenge spricht. Zurück in 2024 gedenkt er der Opfer und wirkt sichtlich erschüttert.
Auf der politischen Bühne verhandelt Stoltenberg intensiv mit Ungarns Ministerpräsident Viktor Orbán und dessen Außenminister Péter Szijjártó. Nach zähen Gesprächen gelingt es ihm, die Blockade Ungarns zu brechen. Nach der erfolgreichen NATO-Sitzung verlässt er neben Wolodymyr Selenskyj den Saal und verspricht, mit ihm nach dem Krieg in Norwegen fischen zu gehen. Zuletzt wird Stoltenberg von Präsident Biden die amerikanische Presidential Medal of Freedom verliehen. Danach verlässt er Arm in Arm mit seiner Frau Ingrid Schulerud den Saal.

## Produktion
Regisseur Gulliksen erhielt exklusiven Blick hinter die Kulissen der NATO, woraus 600 Stunden Material entstanden. Dieses ist mit Archivmaterial verbunden. Diesen Zugang erhielten Gulliksen und seine Produzentin Blindheim, da sie 2017 die Dokumentarserie Da vi styrte landet mit sechs norwegischen Ministerpräsidenten, darunter auch Jens Stoltenberg, gedreht hatten. Gulliksen drehte fast ausschließlich alleine, da er mit Stoltenberg oft in Hubschraubern oder Autos unterwegs war. Bei den Dreharbeiten sei es ihm darum gegangen, Politiker als Diplomaten und weniger als populäre Anführer zu zeigen.
Der Film wurde von Dox Division produziert und hatte ein Budget von 20 Millionen Norwegischen Kronen. Zudem wurde er mit knapp 3 Millionen Kronen gefördert.
Der Film feierte im März 2025 beim CPH:DOX Premiere und eröffnete das Festival. Unter anderem wurde er beim DOK.fest München gezeigt.

## Rezeption
Nach John Y. Jones von Modern Times Review geht es in dem Film nur oberflächlich um Stoltenberg und seine Familie. Stattdessen werde Hass gegen die Russen als Narrativ verbreitet.
Yuliya Mieland von Moviebreak: „Facing War ist eine aufschlussreiche und informative Dokumentation, die sich um den früheren NATO-Generalsekretär Jens Stoltenberg dreht und einen interessanten Einblick hinter die Kulissen der Weltpolitik liefert. Man gelangt an die Orte, die der Öffentlichkeit normalerweise verborgen bleiben und zeigt Kämpfe, die nicht an der Front, sondern im Oval Office ausgefochten werden. Stoltenbergs Aufgabe war es, zwischen den Mitgliedern der NATO zu vermitteln und für Freiheit und Frieden in Europa zu sorgen. Diese Dokumentation zeigt ihn nicht nur in seiner Rolle als Vermittler, sondern in seiner Rolle als mitfühlender Mensch und genau das ist die Stärke von Facing War.“

## Auszeichnungen
- 2025: Movies That Matter Festival in der Kategorie Bester Dokumentarfilm
- 2025: CPH:DOX-Award-Nominierung in der Kategorie Bester Dokumentarfilm
- 2025: One World Human Rights Festival: Nominierung für den Preis der Václav-Havel-Jury[9]
- 2025: Amanda in der Kategorie Bester Dokumentarfilm[10]